# Carolin Yusri
Carolin Maher Yusri (22 de enero de 1986) es una deportista egipcia que compitió en taekwondo. Ganó cuatro medallas en el Campeonato Africano de Taekwondo entre los años 2003 y 2012.

## Palmarés internacional
| Campeonato Africano | Campeonato Africano       | Campeonato Africano | Campeonato Africano |
| Año                 | Lugar                     | Medalla             | Categoría           |
| ------------------- | ------------------------- | ------------------- | ------------------- |
| 2003                | Abuya (Nigeria)           | Medalla de plata    | –51 kg              |
| 2009                | Yaundé (Camerún)          | Medalla de plata    | –49 kg              |
| 2010                | Trípoli ()                | Medalla de bronce   | –53 kg              |
| 2012                | Antananarivo (Madagascar) | Medalla de plata    | –57 kg              |